# تحلیل ردیف
تحلیل ردیف: بر اساس نت‌نویسی ردیف میرزا عبدالله با نمودارهای تشریحی کتابی است از داریوش طلایی، موسیقی‌دان و نوازندهٔ ایرانی در شرح و تحلیل ردیف موسیقی ایرانی. این کتاب در ۱۹ بهمن ۱۳۹۵ برندهٔ جایزهٔ کتاب سال ایران شد. طلایی این کتاب را نقطهٔ عطفی در زندگی هنری و علمی خود دانسته‌است.
بخش اول این کتاب به مباحث نظری در موسیقی ایرانی می‌پردازد و در آن فواصل موسیقی شرح داده شده‌اند و ویژگی‌های نظری گوشه‌ها و دستگاه‌ها ذکر شده‌است. در بخش دوم کتاب، ردیفی نت‌نویسی شده از دستگاه‌ها و آوازهای موسیقی ایرانی ارائه شده‌است. منتقدان از این کتاب به شکل مثبتی یاد کرده‌اند و نظریات طلایی در این کتاب را برای درک بهتر موسیقی ایرانی مفید دانسته‌اند.

## نویسنده
داریوش طلایی، نوازندهٔ تار و سه‌تار و نظریه‌پرداز در زمینهٔ موسیقی سنتی ایرانی است. او که از هنرمندان سرشناس در حوزهٔ موسیقی ایرانی دانسته می‌شود، استاد موسیقی در پردیس هنرهای زیبای دانشگاه تهران است. طلایی این کتاب را نقطه عطفی در زندگی هنری و علمی خود نامیده‌است.

## محتوا

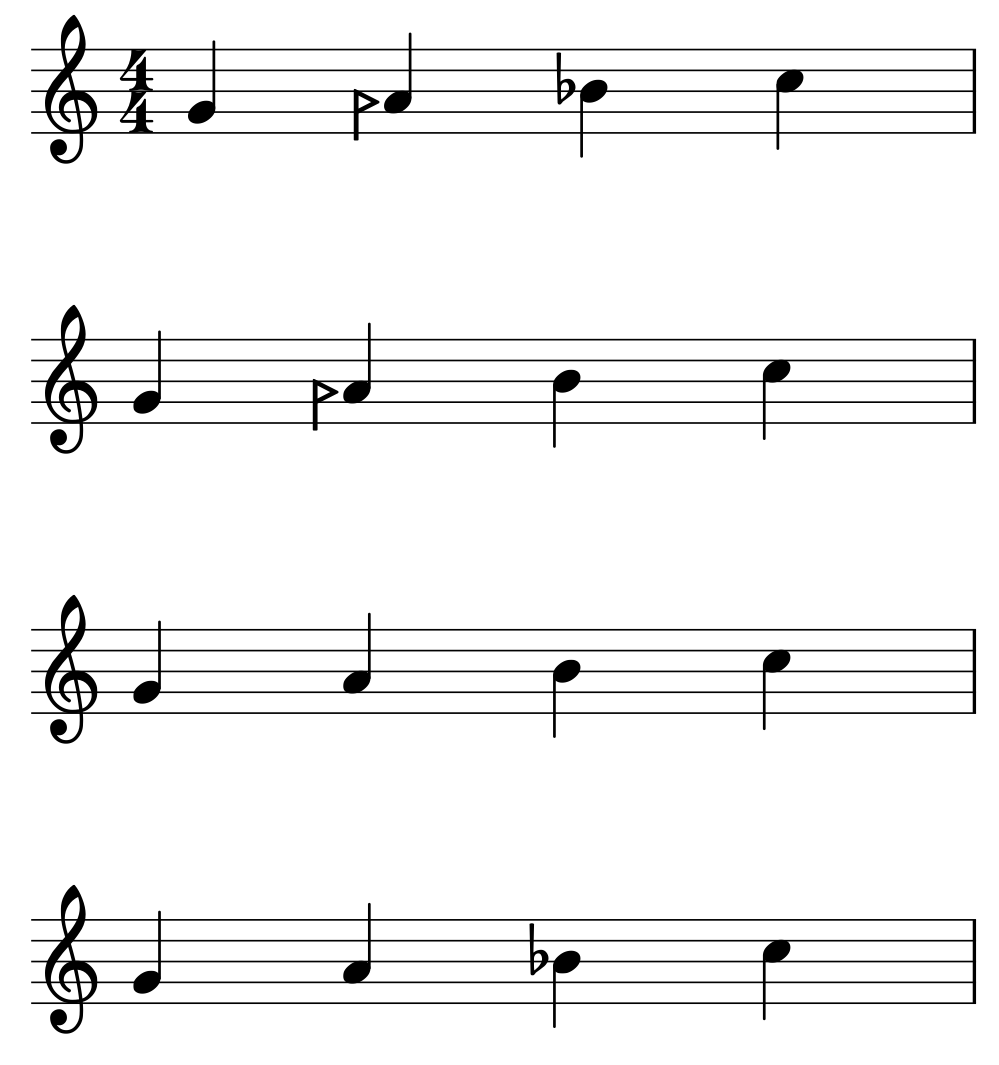
چهار دانگ اصلی موسیقی ایرانی، به روایت داریوش طلایی در کتاب تحلیل ردیف، از بالا به پایین شامل دانگ شور، دانگ چهارگاه، دانگ ماهور و دانگ نوا

کتاب تحلیل ردیف در سال ۱۳۹۴ توسط نشر نی منتشر شد و تا سال ۱۳۹۵ به چاپ سوم رسید. این کتاب شامل دو بخش کلی است: بخش نظری و تحلیل ردیف. در بخش نظری مباحثی چون «فواصل و نقش آنها در شکل‌دهی به بنیان‌های مُدال»، «کارکرد درجات»، «معرفی دستگاه‌ها و آوازها»، «ریتم»، «ملودی»، «آناتومی گوشه» و «دستگاه در اجرا» مطرح شده‌اند. در بخش دوم نیز دستگاه‌ها و آوازهای اصلی موسیقی ایرانی شامل دستگاه شور، آواز بیات کرد، آواز دشتی، آواز بیات ترک، آواز ابوعطا، آواز افشاری، دستگاه سه‌گاه، دستگاه نوا، دستگاه همایون، آواز بیات اصفهان، دستگاه چهارگاه، دستگاه ماهور و دستگاه راست پنجگاه تحلیل شده‌اند.
در تحلیل فواصل موسیقی ایرانی، این کتاب دانگ‌هایی به طول یک چهارم درست تعریف می‌کند که عبارتند از دانگ شور (S)، دانگ چهارگاه (C)، دانگ ماهور (M) و دانگ نوا (N). با چسباندن این دانگ‌ها از انتها به یکدیگر، یا با چسباندنشان به کمک یک فاصلهٔ یک پرده‌ای در بینشان، و یا با کمک چسباندن بخشی از یک دانگ به بخشی یا همهٔ یک دانگ دیگر، طلایی تمام دستگاه‌ها و گوشه‌های موسیقی ایرانی را قابل دستیابی می‌داند. برای نمونه دستگاه نوا از چسباندن دانگ شور به دانگ نوا به دست می‌آید (S + N) و دستگاه همایون از چسباندن دانگ شور به دانگ چهارگاه (S + C). طلایی همچنین فاصلهٔ سوم را (که به صورت سوم کوچک، سوم بزرگ و سوم خنثی دیده می‌شود) رکنی مهم در تعریف این دانگ‌ها می‌داند به آن «فاصلهٔ شخصیت‌بخش» می‌گوید.

## نقد
منتقدان از این کتاب به خوبی یاد کرده‌اند و گفته‌اند که «ذهن نسل امروزین موسیقی‌دانان را به افق‌های تازه‌ای باز می‌کند» و ردیف موسیقی ایران را «با روشی نو» بررسی می‌کند. همچنین علی‌اکبر شکارچی در واکنش به انتخاب این کتاب به عنوان کتاب سال ایران، در مطلبی داریوش طلایی را «سروی بلند در عرصهٔ تئوری موسیقی ایران» نامید.
یکی از دیدگاه‌های طلایی که در این کتاب نیز منعکس شده و مورد توجه منتقدان هم قرار گرفته، شناسایی چهار دانگ اصلی است که با آن می‌توان تمام دستگاه‌های موسیقی ایرانی را ایجاد کرد. این تئوری را طلایی پیش از این، در کتاب «نگرشی نو به تئوری موسیقی ایران» نیز مطرح کرده بود. علی‌اکبر شکارچی از این نظریه به عنوان «دربی جدید برای فهم تئوری موسیقی دستگاهی» یاد می‌کند. مجید کیانی نیز، که خود به تحلیل ردیف در چارچوب متون گذشته همچون آثار صفی‌الدین ارموی علاقه دارد، کتاب را از این جهت که تلاش نمی‌کند دستگاه‌های موسیقی را در چارچوب گام بگنجاند و آن‌ها را با استفاده از دانگ‌ها تحلیل می‌کند، ستود.
این کتاب در ۱۹ بهمن ۱۳۹۵ برندهٔ جایزهٔ کتاب سال ایران شد. کسب جایزهٔ کتاب سال ایران برای این کتاب، توجه منتقدان از جمله ابوالحسن مختاباد را برانگیخت، هم از این جهت که در جایزهٔ کتاب سال خانهٔ موسیقی در همان سال، این کتاب حتی به مرحلهٔ نهایی هم راه نیافته بود، و هم از این رو که جایزهٔ کتاب سال ایران ندرتاً به کتاب‌های حوزهٔ موسیقی تعلق گرفته‌است. به عقیدهٔ مختاباد این جایزه نشان می‌داد که دست‌اندرکاران جایزهٔ کتاب سال ایران، برخلاف خانهٔ موسیقی، «اهمیت این کتاب را دریافتند».